# Helmstedt
Helmstedt est une ville allemande située dans le sud-est du Land de Basse-Saxe, sur l’axe Hanovre-Berlin, au cœur d’un grand parc naturel. C'est le chef-lieu (Kreisstadt) de l'arrondissement de Helmstedt.
La commune, autrefois ville universitaire et membre de la Ligue hanséatique, est bien connue pour son centre historique abritant des monuments de l'époque romane jusqu'à la Renaissance, dont de nombreuses maisons à colombages. Située à l'ancienne frontière interallemande, c'est ici où se trouvait autrefois le point de contrôle Helmstedt-Marienborn, sur le tracé autoroutier de la Bundesautobahn 2 et de la ligne de chemin de fer allant de Brunswick à Magdebourg.

## Géographie
La ville se situe dans la zone de transition entre la plaine d'Allemagne du Nord et les contreforts du massif du Harz au sud. Le centre est traversé par le 11e méridien est.
Helmstedt se trouve à la limite du Land de Basse-Saxe avec la Saxe-Anhalt. Les grandes villes à proximité sont Brunswick à 36 km à l'ouest, Wolfsbourg à 30 km au nord-ouest, et Magdebourg à 45 km à l'est. La capitale de l'Etat de Basse-Saxe, Hanovre, est située à 90 km plus à l'ouest

### Quartiers
En plus du centre-ville, le territoire communal comprend sept localités :
| - Bad Helmstedt - Barmke - Büddenstedt - Emmerstedt | - Hohnsleben - Offleben - Reinsdorf |

## Histoire
| Appartenances historiques Duché de Saxe 952-1235 Duché de Brunswick-Lunebourg 1235-1806 Principauté de Brunswick-Wolfenbüttel 1269-1807 Royaume de Westphalie 1807-1813 Duché de Brunswick 1815-1918 République de Weimar 1918-1933 Reich allemand 1933-1945 Allemagne occupée 1945-1949 Allemagne 1949-présent |

Helmstedt et les environs sont riches en vestiges archéologiques. Les plus anciennes traces humaines ont été découvertes lors d'extraction de lignite dans une carrière à ciel ouvert. Au Néolithique, les cultures agraires s'étaient établies sur des sols limoneux fertiles, tandis que les chasseurs du nord vivaient sur des terres moins riches. Les premières agglomérations ont été bâties dès le VIe millénaire av. J.-C. La première culture rurale au nord de la limite des dépôts de lœss s'est distinguée par sa céramique particulière sous forme de tasses d'entonnoir.

### Fondation

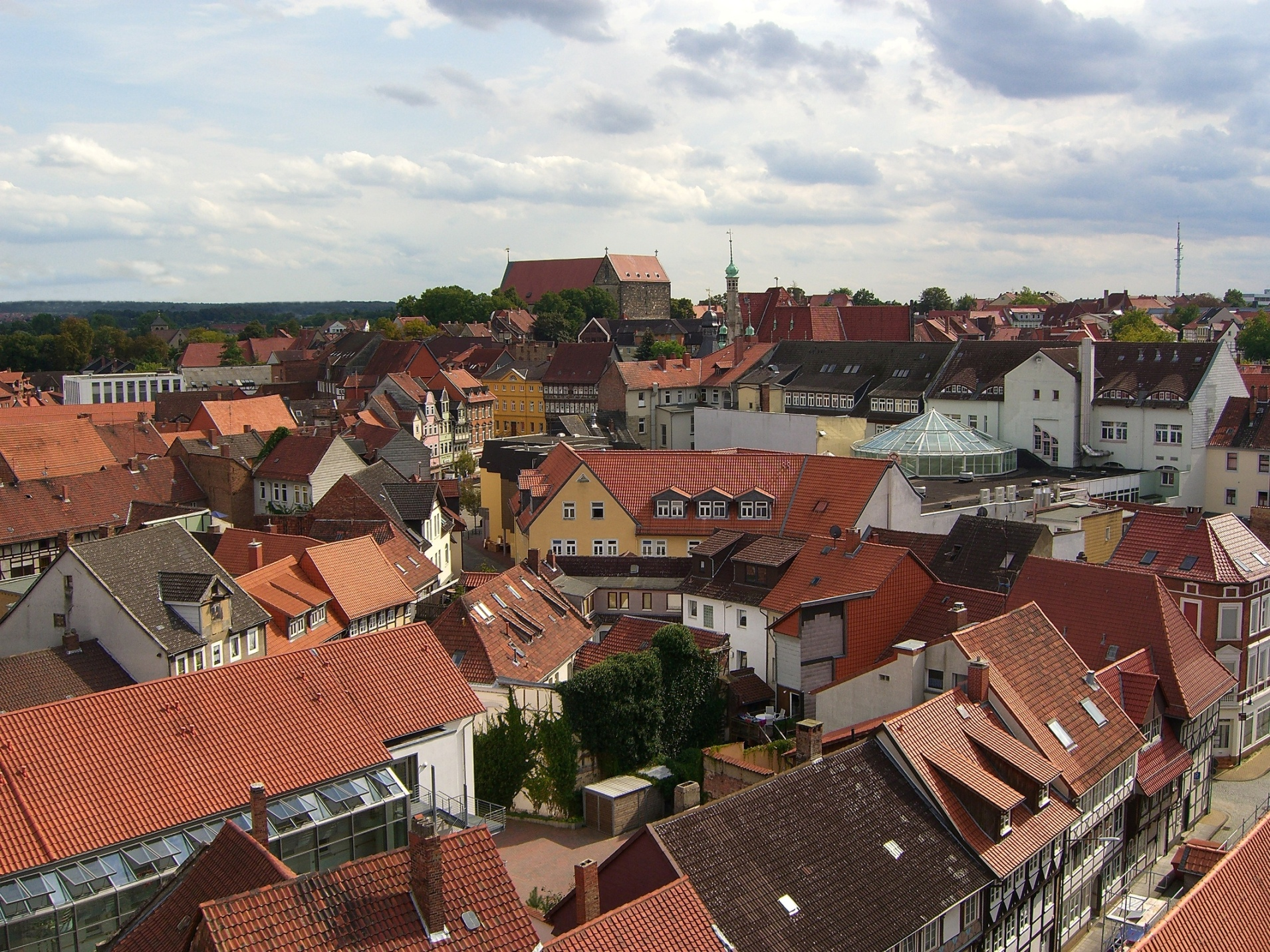
Vue sur le centre-ville.

La ville s'est développée à proximité de l'abbaye bénédictine de Helmstedt fondée autour de l'an 800 par le missionnaire Ludger († 809), premier évêque de Münster. L'abbaye de Werden (aujourd'hui faisant partie d'un quartier d'Essen) est son abbaye sœur. Au Moyen Âge central, la région faisait partie du Derlingau, l'un des premiers comtés (Gaue) constitutifs du duché de Saxe.
Helmstedt est mentionné pour la première fois dans un document datant de 952, délivré par le roi Otton Ier, sous le nom de Helmonstede. À la suite de la mort de l'empereur Lothaire III de Supplinbourg en 1137, les possessions saxonnes sont tombées aux mains de Henri le Superbe issu de la dynastie des Welf (« Guelfes »). Pendant des décennies de conflit avec la maison de Hohenstaufen, Helmstedt fut dévastée par les troupes de Philippe de Souabe vers l'an 1200. C'est en 1235 que la région a été intégrée au nouveau duché de Brunswick-Lunebourg.
En 1247, Helmstedt reçoit les droits urbains des mains de l'abbé de Werden. La ville fut de nouveau assiégée en 1279, au cours du conflit entre les fils du duc Albert le Grand. Une ville marchande située sur les routes commerciales menant de Lunebourg à Halberstadt et de Brunswick à Magdebourg, elle a été membre de la Ligue hanséatique dans les années 1426 à 1518.

### Christianisme et Réforme

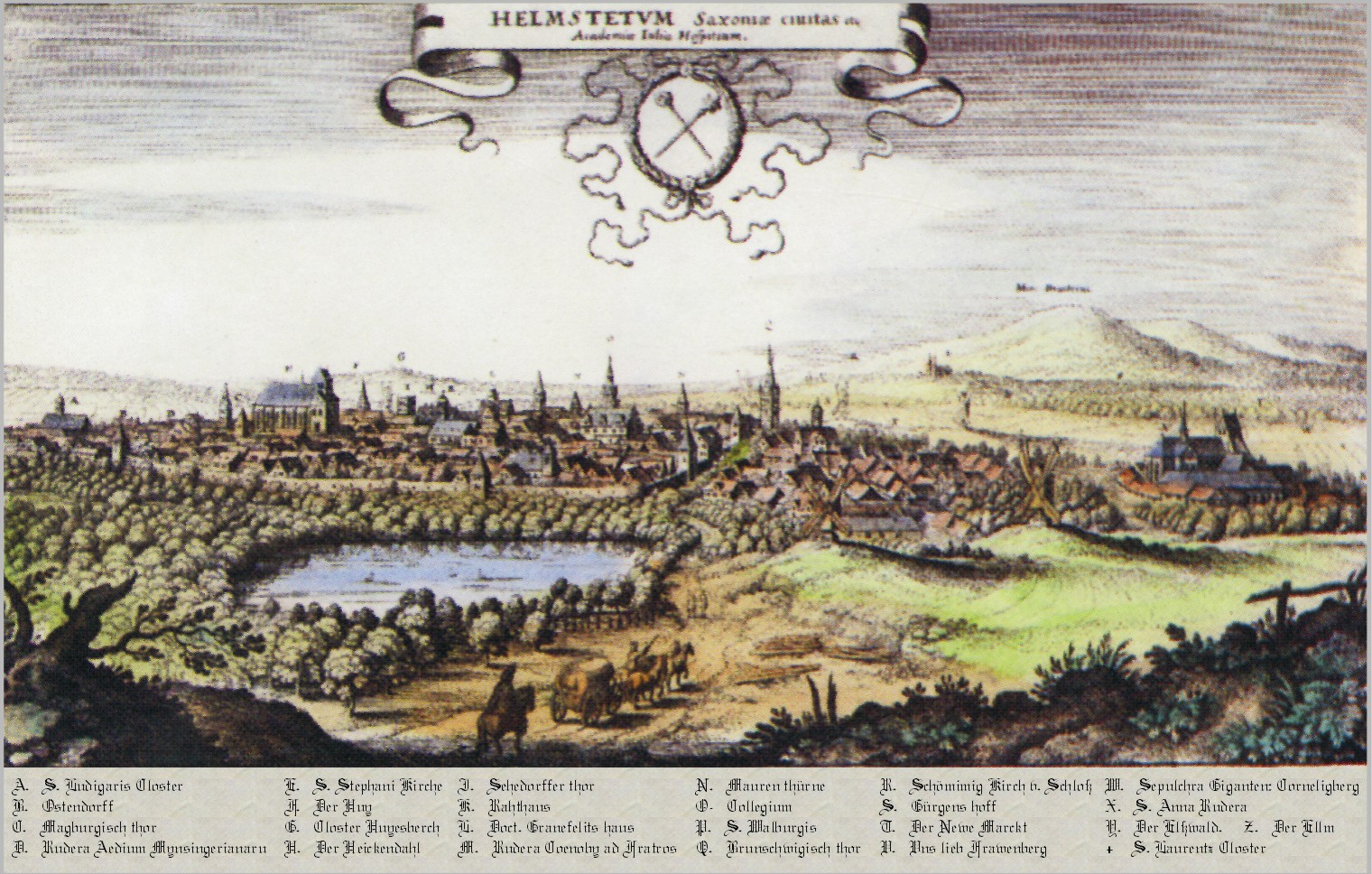
Helmstedt en 1641.

La fondation de l'abbaye Saint-Ludger se réfère à l'évangélisation des Saxons qui a lieu vers l'an 800. La ville fut longtemps la seule paroisse catholique de la région, mais en 1530, se tient la première conférence évangélique à l'église Saint-Étienne (Stephani-Kirche). La réforme protestante se heurte alors à la résistance de l'abbaye Saint-Ludger et au duc Henri le Jeune qui étaient catholiques. La périphérie est restée catholique mais le duc Jules introduit la réforme à Helmstedt après son accession au trône de Brunswick-Wolfenbüttel en 1568, et donc dans tout le district.

### Université de Helmstedt
L'université Academia Julia a été fondée le 15 octobre 1576 par le duc Jules de Brunswick-Wolfenbüttel ; son fils Henri-Jules en fut le premier recteur. L'université a considérablement marqué la vie de la ville de 1576 à 1810 qui était même devenue entre-temps membre de la Hanse. Des savants et de grands théologiens ont marqué l'université comme l'humaniste Georgius Calixtus. L'école de philosophie a formé le savant Hermann Conring, spécialiste de la médecine, de la théologie, de la philosophie et juriste en même temps ; ainsi que Giordano Bruno, professeur ordinaire à Helmstedt en 1588. En 1805, Christoph le Beireis qui tenait à Helmstedt une chaire de médecine et de chirurgie, reçut les visites de Goethe.
L'université a influencé le développement de la ville pendant presque 234 ans. Le complexe universitaire, avec le Juleum comme bâtiment principal dans le style de la Renaissance de la Weser, constitue un ensemble architectural réputé. De changements fondamentaux sont apportés pendant l'occupation française de 1806 à 1813. Jérôme Bonaparte, le frère de Napoléon, régnait alors sur le royaume de Westphalie, où se trouve Helmstedt dans le département de l'Ocker. Sur son ordre (10 décembre 1809), l'université fut fermée. Des interventions de nombreux membres universitaires importants, dont le professeur de théologie Henke, sont restées infructueuses. La disparition de l'Academia Julia porte un coup sérieux au développement de la ville.

### Première Guerre mondiale
Un camp de prisonniers pour officiers sera installé sur la commune. Au départ, principalement pour recevoir des officiers polonais. En 1918, il accueillera aussi des officiers français. Le rapatriement des prisonniers commencera le 1er janvier 1919.

### Le rideau de fer
Faisant partie de l'État libre de Brunswick jusqu'à la fin de la Seconde Guerre mondiale, l'arrondissement de Helmstedt a été rattachée à la zone d'occupation britannique après le départ des forces américaines. Pendant longtemps, à l'est de Helmstedt, la ville a vécu avec la séparation entre la République fédérale d'Allemagne (RFA) et la République démocratique allemande (RDA).
Le poste-frontière ouest-allemand se situait sur la Bundesautobahn 2 (l'autoroute de Berlin a connu une triste renommée) à environ 3 km à l'ouest du centre-ville, tandis que le poste est-allemand se trouvait 2 km plus loin sur le même autoroutier à Marienborn. L'ensemble de ces deux installations de sécurité étant désigné sous le nom de code « Checkpoint Alpha » par les alliés. Toutes les relations familières, amicales et économiques entre l'est et l'ouest ont été interrompues.
Quand au cours de la Révolution pacifique le 9 novembre 1989 la frontière a été ouverte de nouveau, Helmstedt a connu une arrivée massive de visiteurs. Au point de passage de Helmstedt sur l'autoroute Berlin-Hanovre, l'embouteillage des véhicules s'étendait sur 65 km et certains conducteurs attendirent 11 heures pour passer à l'Ouest. La frontière fut progressivement ouverte au cours des mois qui suivirent.

### Helmstedt aujourd'hui
L’économie locale est caractérisée par de nombreuses PME. Outre le secteur tertiaire, l'usine Volkswagen à Wolfsbourg et une centrale électrique emploient une grande partie de la population.
Sur le plan culturel, le dynamisme de la ville d'Helmstedt trouve son illustration dans de nombreux projets à caractère historique comme le projet Grenzenlos (« Sans Frontières ») concernant l'ancienne frontière entre l'ex-RDA et l'ex-RFA. Les journées universitaires d'Helmstedt, organisées chaque année au moment de la commémoration de la réunification allemande, permettent aussi à la ville d'accueillir des personnalités politiques et des chercheurs importants.
Les habitants de la ville peuvent aussi profiter de la présence de nombreuses associations : orchestres, chorales et troupes de théâtre, associations de jardiniers, de tireurs-chasseurs, clubs sportifs…

## Monuments
- Importants édifices romans, comme l'abbaye bénédictine Saint-Ludger, ainsi que les chapelles Saint-Pierre et Saint-Jean.
- Université de Helmstedt
- Hôtel de ville
- Musée de la zone frontière d’Helmstedt
- Mégalithes

## Personnalités liées à la commune
- Daniel Clasen (1622-1678), juriste ;
- Johann Heinrich Meibom (1590-1655), médecin ;
- Heinrich Rixner (1634-1692), théologien protestant, professeur à l'université d'Helmstedt, pasteur surintendant de la principauté d'Halberstadt ;
- Anton August Heinrich Lichtenstein (1753-1816), zoologiste ;
- Georg Fein (1803-1869), journaliste et homme politique ;
- Karl Georg Friedrich Rudolf Leuckart (1822-1898), zoologiste ;
- Hans Krebs (1898-1945), général de la  Wehrmacht ;
- Frank Bsirske (né en 1952), syndicaliste ;
- Peter Feldmann (né en 1958), homme politique, bourgmestre de la ville de Francfort-sur-le-Main ;
- Stefan Rinke (né en 1965), historien.

## Démographie
Voici le tableau de l'évolution démographique de la ville de Helmstedt du début du XVIIe siècle à aujourd'hui.
| Année | Population |
| ----- | ---------- |
| 1600  | 3 000      |
| 1620  | 3 115      |
| 1639  | 1 645      |
| 1700  | 3 800      |
| 1793  | 4 321      |
| 1830  | 6 237      |

| Année | Population |
| ----- | ---------- |
| 1855  | 6 234      |
| 1871  | 7 783      |
| 1900  | 14 259     |
| 1919  | 16 446     |
| 1925  | 17 166     |
| 1940  | 18 349     |

| Année | Population |
| ----- | ---------- |
| 1945  | 26 219     |
| 1956  | 29 025     |
| 1964  | 29 768     |
| 1970  | 27 326     |
| 1975  | 28 095     |
| 1980  | 26 718     |

| Année | Population |
| ----- | ---------- |
| 1989  | 26 043     |
| 1991  | 26 419     |
| 1995  | 26 434     |
| 2000  | 26 152     |
| 2005  | 25 448     |
| 2010  | 23 937     |

| Année | Population |
| ----- | ---------- |
| 2015  | 23 252     |

## Jumelages

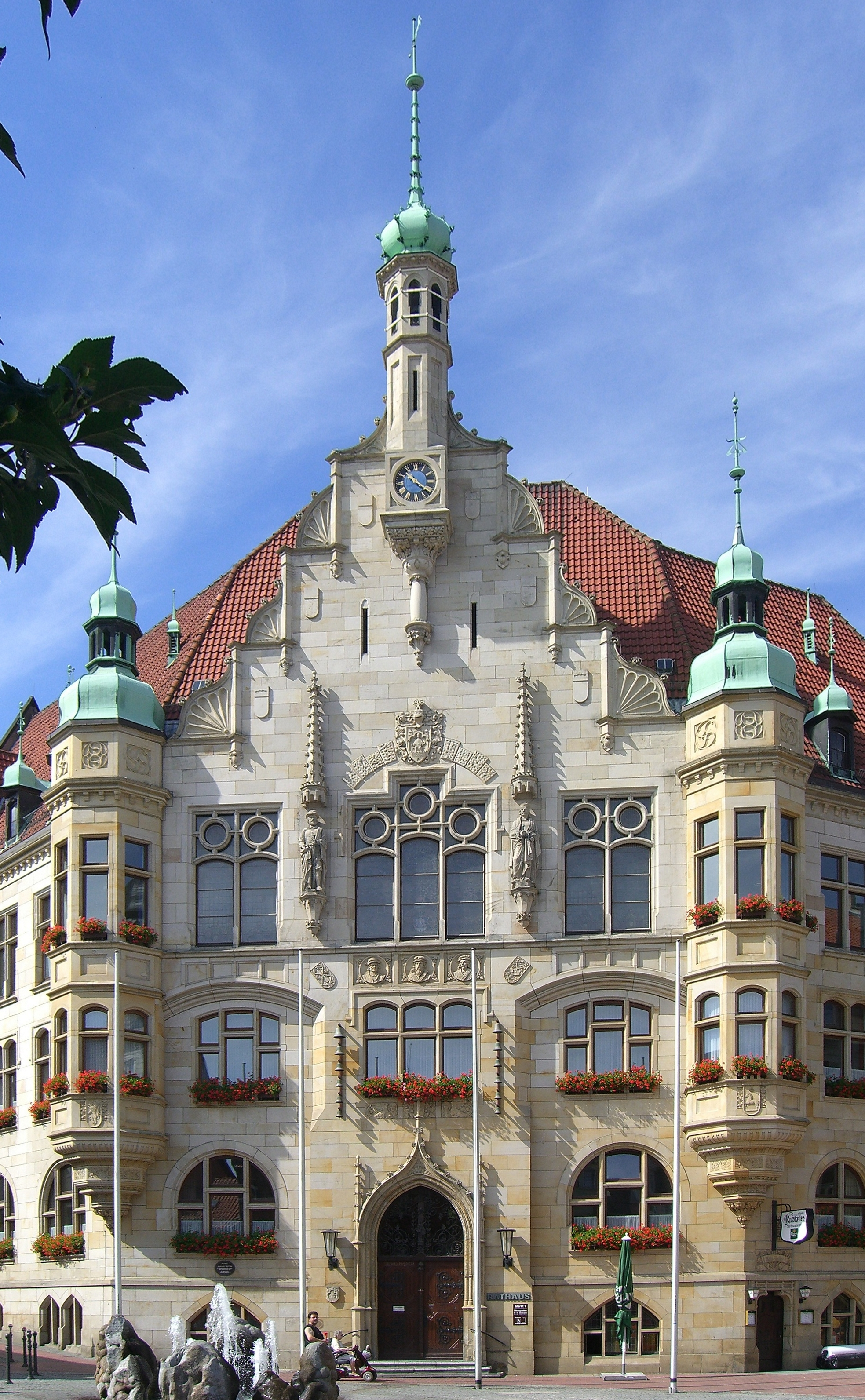
L'hôtel de ville.

La ville de Helmstedt est jumelée avec : 
- Vitré (France) depuis 1978
- Chard (Royaume-Uni) depuis 1980
- Albuquerque (États-Unis) depuis 1983
- Fiuggi (Italie) depuis 1986
- Haldensleben (Allemagne) depuis 1990
- Svetlahorsk (Biélorussie) depuis 1991
- Orăştie (Roumanie) depuis 2002

L'ancienne commune de Büddenstedt est jumelée avec :
- Mondeville (France) depuis 1973
- Westward Ho! (Royaume-Uni) depuis 1983